# Alchemilla acrostegia
Alchemilla acrostegia är en rosväxtart som beskrevs av A. Plocek. Alchemilla acrostegia ingår i släktet daggkåpor, och familjen rosväxter. Inga underarter finns listade i Catalogue of Life.